# Teočak
Teočak es una municipalidad de Bosnia y Herzegovina. Se encuentra en el cantón de Tuzla, dentro del territorio de la Federación de Bosnia y Herzegovina. Su capital es Bilalići.

## Localidades
La municipalidad de Teočak se encuentra subdividida en las siguientes localidades:
- Bilalići (capital).
- Centar.
- Husejnovići.
- Jasenje.
- Jasikovac.
- Krstac.
- Ogorelica.
- Sniježnica.
- Stari Teočak.
- Tursunovo Brdo.
- Uzunovići.

## Demografía
En el año 2009 la población de la municipalidad de Teočak era de 7 397 habitantes. La superficie del municipio es de 29 kilómetros cuadrados, con lo que la densidad de población era de 255 habitantes por kilómetro cuadrado.